# Ernst Sompek
Ernst Sompek (* 11. Juni 1876 in Salzburg; † 2. August 1954 ebenda) war ein Salzburger Komponist, Chorleiter und Schuldirektor. Er komponierte die Melodie der Salzburger Landeshymne.

## Leben
Ernst Sompek war das jüngste von drei Kindern des Lehrers Franz Xaver Sompek. Er wurde gleichfalls Volksschullehrer. Zu dieser Zeit war er bereits Kompositionsschüler von Joseph Friedrich Hummel, dem damaligen Leiter der Salzburger Liedertafel und fungierte auch als Chormeister des Damensingvereins Hummel.
1912 übernahm Sompek die Leitung der Salzburger Liedertafel von seinem Lehrmeister Hummel und führte den Chor bis 1937. 1928 vertonte er die von Anton Pichler geschriebene Salzburger Landeshymne. Die Salzburger Liedertafel ernannte ihn zum Ehrenchormeister.
1932 wurde ihm der Titel Schulrat verliehen und 1937 wurde er mit dem Professor-Titel geehrt.
Sompeks erste Frau, Karoline Sedlaczek, Tochter des Oberrevident Franz Sedlaczek, starb 1925. 1929 heiratete Sompek Gusti Büchlmann, Tochter eines Gnigler Schuldirektors. Nach deren Tod heiratete er 1938 ein drittes Mal, Margarete Welz.
Laut eigenen Angaben während der Zeit des Nationalsozialismus soll er davor illegales österreichisches NS-Parteimitglied gewesen sein.
Sompek liegt auf dem Stadtfriedhof Maxglan begraben.
Nach ihm wurde die Ernst-Sompek-Straße im Salzburger Stadtteil Riedenburg benannt.
Kritisch sieht ihn und seine Werke in der NS-Zeit der Autor Ludwig Laher in der Diskussion um die Neubewertung der Landeshymne.